# Sandra Trehub
Sandra Trehub (Montreal, Canadá; 1938 - 20 de enero de 2023) fue una psicóloga canadiense reconocida por sus investigaciones en el campo de la psicología musical. Tuvo el puesto de Profesora Emérita en la Universidad de Toronto.

## Biografía
Trehub completó su doctorado en psicología en la Universidad McGill y posteriormente se unió a la facultad de la Universidad de Toronto.
Trehub realizó una investigación sobre el desarrollo de la percepción auditiva entre bebés y niños pequeños. También realizó una investigación sobre los impactos de cantarles a los bebés durante el cuidado. En un estudio, Trehub y sus colegas demostraron que los bebés a los que les cantaban permanecían quietos el doble de tiempo que aquellos a los que les hablaban.
Trehub murió el 20 de enero de 2023.

## Premios
Trehub recibió el premio a los logros de la Sociedad de Percepción y Cognición Musical en 2013. La mención del premio afirmaba que la "investigación pionera y fundamental sobre el desarrollo de la cognición musical de Trehub ha sido una contribución crucial" al campo de la psicología musical.

## Obra seleccionada
- Trehub, Sandra E. (1976). «The Discrimination of Foreign Speech Contrasts by Infants and Adults». Child Development 47 (2): 466-472. JSTOR 1128803. doi:10.2307/1128803.
- Trehub, Sandra E.; Bull, Dale; Thorpe, Leigh A. (1984). «Infants' Perception of Melodies: The Role of Melodic Contour». Child Development 55 (3): 821-30. JSTOR 1130133. PMID 6734320. doi:10.2307/1130133.
- Trainor, Laurel J.; Trehub, Sandra E. (1992). «A comparison of infants' and adults' sensitivity to Western musical structure». Journal of Experimental Psychology: Human Perception and Performance 18 (2): 394-402. PMID 1593226. doi:10.1037/0096-1523.18.2.394.
- Trehub, Sandra E. (2003). «The developmental origins of musicality». Nature Neuroscience 6 (7): 669-673. PMID 12830157. S2CID 18964113. doi:10.1038/nn1084.
- Trehub, Sandra (2003). «Musical Predispositions in Infancy: An Update».  En Peretz, Isabelle; Zatorre, Robert J., eds. The Cognitive Neuroscience of Music. Oxford: Oxford University Press. ISBN 978-0-19-852519-6.
- Hannon, Erin E.; Trehub, Sandra E. (2005). «Metrical Categories in Infancy and Adulthood». Psychological Science 16 (1): 48-55. PMID 15660851. S2CID 5740696. doi:10.1111/j.0956-7976.2005.00779.x.
- Hannon, E. E.; Trehub, S. E. (2005). «Tuning in to musical rhythms: Infants learn more readily than adults». Proceedings of the National Academy of Sciences 102 (35): 12639-12643. Bibcode:2005PNAS..10212639H. PMC 1194930. PMID 16105946. doi:10.1073/pnas.0504254102.
- Trehub, Sandra E.; Hannon, Erin E. (2006). «Infant music perception: Domain-general or domain-specific mechanisms?». Cognition 100 (1): 73-99. PMID 16380107. S2CID 21506075. doi:10.1016/j.cognition.2005.11.006.